# Hypsagoninae
Die Hypsagoninae sind eine Unterfamilie von Meeresfischen aus der Familie der Panzergroppen (Agonidae). Die sieben Arten der Hypsagoninae kommen im Nordpazifik vor.

## Merkmale
Die Arten der Hypsagoninae werden 9 bis 42 cm lang und haben einen relativ hochrückigen, seitlich abgeflachten Körper, der mit unterschiedlich großen Knochenplatten von unterschiedlicher Form bedeckt ist. Das Maul ist endständig, beide Kiefer sind gleich lang. Der obere Rand der Orbita ist konvex. Der Rostralknochen an der Schnauzenspitze ist nicht vergrößert. In der ersten Rückenflosse sind die Flossenstrahlen als kräftige Stacheln ausgebildet. Im Schwanzflossenskelett finden sich zwei Epuralia, längliche, freistehender Knochen.

## Gattungen und Arten
Zur Unterfamilie gehören drei Gattungen und sieben Arten:
- Gattung Agonomalus
  - Agonomalus jordani Jordan & Starks, 1904
  - Agonomalus mozinoi Wilimovsky & Wilson, 1979
  - Agonomalus proboscidalis Valenciennes, 1858
- Gattung Hypsagonus
  - Hypsagonus corniger Taranetz, 1933
  - Hypsagonus quadricornis Cuvier, 1829
- Gattung Percis
  - Percis japonica Pallas, 1769
  - Percis matsuii Matsubara, 1936